# LRC (format pliku)
LRC (skrót od LyRiCs) – format do przechowywania tekstów piosenek ze znacznikami synchronizacji z plikiem dźwiękowym (mp3, vorbis lub midi).
Podczas odtwarzania pliku dźwiękowego pojawia się zsynchronizowany z plikiem .lrc tekst. Plik dźwiękowy i plik tekstowy muszą mieć te same nazwy (wielkość liter, spacje, język), na przykład: piosenka-1.mp3 i piosenka-1.lrc. Napisy w tym formacie można czytać podczas odtwarzania muzyki w komputerze oraz w niektórych wyższych modelach sprzętu audio. Pliki LRC są obsługiwane przez większość odtwarzaczy multimedialnych.
Podczas odsłuchu istnieje możliwość wyświetlania całej linii tekstu ale też jednego słowa naraz (tak jak w urządzeniach do karaoke) poprzez utworzenie znacznika czasu dla każdego słowa zamiast dla każdego wiersza. Bardziej zaawansowane odmiany formatu podkreślają sylaby, wyświetlają ruchomy wskaźnik lub dodają różne kolory do czcionek.